# Knooppunt Batadorp
Het Knooppunt Batadorp is een Nederlands verkeersknooppunt in de Randweg Eindhoven voor de aansluiting van de autosnelweg A2 en de autoweg N2 met de autosnelweg A58, bij Eindhoven. Dit halve sterknooppunt is geopend in 1974 en is genoemd naar de nabijgelegen wijk van de plaats Best.
Het knooppunt was tot 2006 een trompetknooppunt. Het is tussen 2006 en medio 2010 gereconstrueerd, als onderdeel van de verbreding van de Randweg Eindhoven. De lokaal zo genoemde deeltjesversneller, een krappe 270˚-bocht in de A2 voor verkeer in zuidelijke richting, is hiermee komen te vervallen. Verkeersstromen gaan nu strakker over elkaar heen door middel van fly-overs en viaducten. In de nieuwe situatie splitsen of convergeren hoofd- en parallelrijbanen van de randweg in dit knooppunt middels een vlechtwerk.

## Richtingen knooppunt
| Aansluitende wegen                                        | Aansluitende wegen                                                  | Aansluitende wegen                                                    | Aansluitende wegen | Aansluitende wegen |
| --------------------------------------------------------- | ------------------------------------------------------------------- | --------------------------------------------------------------------- | ------------------ | ------------------ |
|                                                           |                                                                     |                                                                       |                    |                    |
|                                                           |                                                                     |                                                                       |                    |                    |
| richting Tilburg / Breda / Roosendaal / Goes / Vlissingen | / Randweg Eindhoven richting 's-Hertogenbosch / Utrecht / Amsterdam |                                                                       |                    |                    |
|                                                           |                                                                     |                                                                       |                    |                    |
|                                                           |                                                                     | / Randweg Eindhoven richting Waalre / Weert / Maasbracht / Maastricht |                    |                    |